# Морской, Пётр Сергеевич
Пётр Сергеевич Морской (26 января 1895, Нижний Новгород, Нижегородская губерния, Российская империя — 11 мая 1956) — советский актёр и сценарист.

## Биография
Родился 26 января 1895 года в Нижнем Новгороде. В возрасте 6 лет поступил в классическую гимназию, после его окончания в 1917 году был призван в Красную Армию и был направлен служить на флот. Начиная с 1923 года начал работу в области кино в качестве актёра, режиссёра и сценариста на киностудии Госкинопром Грузии.
Скончался 11 мая 1956 года.

## Фильмография

### Актёр
- 1924 — Пропавшие сокровища — Теодор + сценарист
- 1926 — Девятая волна + сценарист
- 1927 — В трясине
- 1932 — Двадцать шесть комиссаров
- 1934 — До скорого свидания!
- 1934 — Последний маскарад — Болдырев
- 1936 — Дарико
- 1937 — Арсен — Митрохин
- 1941 — Каджана
- 1942 — Мост — эпизод
- 1948 — Кето и Котэ
- 1955 — Тайна двух океанов — боцман

### Сценарист
- 1928 —
  - Женщина с ярмарки
  - Любовь под вязами
  - Цыганская кровь
- 1929 — Скорый поезд № 2
- 1931 — Развод
- 1941 — Форпост
- 1954 — Курша